# GW501516
GW501516 (ook bekend als GW-501,516, GW1516, GSK-516, Cardarine en op de zwarte markt als Endurobol) is een PPARδ-receptoragonist die in de jaren 90 werd ontwikkeld in een samenwerking tussen Ligand Pharmaceuticals en GlaxoSmithKline. Het middel werd onderzocht als kandidaat-geneesmiddel voor metabole en cardiovasculaire aandoeningen, maar de ontwikkeling werd in 2007 stopgezet nadat uit dierproeven bleek dat het middel snel kanker veroorzaakte in verschillende organen.
In 2007 werd onderzoek gepubliceerd waaruit bleek dat hoge doses GW501516 bij muizen de fysieke prestaties sterk verbeterden. Dit onderzoek kreeg brede aandacht in de media en leidde tot een zwarte markt voor het middel en misbruik ervan door atleten als dopingmiddel. Het Wereldantidopingagentschap (WADA) ontwikkelde een test voor GW501516 en aanverwante stoffen en plaatste deze in 2009 op de lijst van verboden middelen. WADA heeft atleten sindsdien gewaarschuwd dat GW501516 niet veilig is.

## Geschiedenis
GW501516 werd oorspronkelijk ontdekt tijdens een onderzoeksproject tussen GSK en Ligand Pharmaceuticals dat begon in 1992. De ontdekking van de verbinding werd gepubliceerd in een editie van PNAS in 2001. Oliver et al. rapporteerden dat ze gebruikmaakten van "combinatoriële chemie en structuur-gebaseerd geneesmiddelontwerp" om het middel te ontwikkelen. Een van de auteurs was de zoon van Leo Sternbach, die in de jaren 60 de benzodiazepines ontdekte.
Volgens R & D Focus Drug News begon GSK in 2000 met fase I-klinische proeven voor de behandeling van hyperlipidemie, gevolgd door fase I/II in 2002. In 2003 ontving Ligand Pharmaceuticals een betaling van $1 miljoen toen GSK de ontwikkeling voortzette. 
Tegen 2007 had GW501516 twee fase II-studies doorlopen en was er aanvullend onderzoek gedaan naar obesitas, diabetes, dyslipidemie en cardiovasculaire aandoeningen. GSK stopte echter in 2007 de verdere ontwikkeling van het middel, zonder aanvankelijk een reden te geven. Later werd bekend dat uit dierproeven bleek dat het middel bij doseringen van 3 mg/kg/dag bij muizen en ratten snel kanker veroorzaakte in meerdere organen.
Het laboratorium van Ronald M. Evans verkreeg een monster van GW501516 en diende muizen een veel hogere dosis toe dan in eerdere experimenten. Het resultaat was een aanzienlijke verbetering van het fysieke uithoudingsvermogen. De bevindingen werden in 2007 gepubliceerd in Cell en kregen brede aandacht in onder meer The New York Times en The Wall Street Journal.
In 2021 werd een ander menselijk onderzoek gepubliceerd waarin cardarine werd vergeleken met de PPARα-agonist GW590735 en een placebo.

### Prestaties bevorderend middel
Voorafgaand aan de Olympische Spelen van 2008 in Peking ontstonden zorgen dat GW501516 door atleten als prestatiebevorderend middel zou worden gebruikt, aangezien het toen nog niet werd gereguleerd of opgespoord met standaardtests. Een van de onderzoekers uit het uithoudingsvermogensonderzoek ontwikkelde daarop een urinetest voor de detectie van het middel, die beschikbaar werd gesteld aan het Internationaal Olympisch Comité. Het WADA ontwikkelde een test voor GW501516 en andere PPARδ-modulatoren en voegde deze middelen in 2009 toe aan de verboden lijst.
GW501516 werd gepromoot op websites voor bodybuilding en sport, en was in 2011 al enige tijd verkrijgbaar op de zwarte markt. In dat jaar werd gemeld dat 10 gram van het middel $1.000 kostte. In 2012 werd het middel door WADA heringedeeld van een genetisch dopingmiddel naar een "hormoon- en metabolisme-modulator".
In 2013 nam WADA de zeldzame stap om gebruikers expliciet te waarschuwen voor de gezondheidsrisico’s, waarbij werd gesteld dat "klinische goedkeuring niet is en niet zal worden verleend voor deze stof". Volgens New Scientist hield die waarschuwing verband met het risico op kanker.
Verschillende atleten zijn betrapt op het gebruik van GW501516. Tijdens de Vuelta Ciclista a Costa Rica in december 2012 testten vier Costa Ricaanse renners positief; drie kregen een schorsing van twee jaar, en de vierde, wegens een tweede overtreding, twaalf jaar. In april 2013 werd de Russische wielrenner Valery Kaykov geschorst na een positieve test; zijn team RusVelo ontsloeg hem direct. In mei 2013 werd ook de Venezolaan Miguel Ubeto voorlopig geschorst door het Lampre-team. In februari 2014 testte de Russische snelwandelaarster Elena Lashmanova positief. In april 2019 werd de Amerikaanse zwaargewichtbokser Jarrell Miller betrapt, wat leidde tot annulering van zijn gevecht tegen Anthony Joshua. In december 2020 werd Miller voor twee jaar geschorst wegens herhaald gebruik. In juli 2022 testte Nijel Amos, olympisch zilverenmedaillewinnaar op de 800 meter, positief net voor het WK atletiek. In augustus 2023 werd bekend dat Issam Asinga, houder van het wereldrecord U20 op de 100 meter, positief testte op sporen van GW501516. Asinga beweert in een rechtszaak dat hij besmette Gatorade Recovery Gummies kreeg tijdens een ceremonie in Los Angeles.

## Werkingsmechanisme
GW501516 is een selectieve agonist (activator) van de PPARδ-receptor. Het heeft een hoge affiniteit (Ki = 1 nM) en potentie (EC50 = 1 nM) voor PPARδ, met meer dan 1.000 keer hogere selectiviteit voor PPARδ dan voor PPARα en PPARγ.
Bij ratten leidt de binding van GW501516 aan PPARδ tot rekrutering van de coactivator PGC-1α. Dit complex verhoogt de expressie van eiwitten die betrokken zijn bij energieverbruik. Verder werd bij met GW501516 behandelde ratten een verhoogde vetzuurverbranding in het skeletspierweefsel waargenomen, evenals bescherming tegen dieet-geïnduceerde obesitas en type 2 diabetes. Bij obese resusapen verhoogde GW501516 het HDL-gehalte en verlaagde het VLDL-gehalte.
De activatie van PPARδ wordt ook in verband gebracht met kankerverwekkende effecten. Een studie uit 2018 toonde aan dat GW501516 de groei van colitis-geassocieerde colorectale kanker bevorderde door toename van ontsteking en de expressie van GLUT1 en SLC1A5.